# 치트 데이
〈치트 데이〉(チートデイ 치토데이[*])는 일본의 여성 아이돌 그룹 노기자카46의 36번째 싱글이다. 2024년 8월 21일에 N46Div.를 통해 발매되었다. 센터는 이노우에 나기가 맡았다.